# Arne Hallström
Arne Gunnarsson Hallström, född 13 augusti 1904 i Adelsö församling i Stockholms län, död 1 januari 1999 i Lidingö församling i Stockholms län, var en svensk militär.

## Biografi
Arne Hallström var son till Gunnar Hallström och Signe Löfgren. Han avlade reservofficersexamen vid Norrbottens regemente och utnämndes till fänrik där 1924, varefter han avlade studentexamen 1925. Han avlade officersexamen vid Krigsskolan 1926, varpå han samma år utnämndes till underlöjtnant vid Norrbottens regemente, där han befordrades till löjtnant 1928. Tjänstgöringen i Norrbotten hade givit honom god vinterutbildning och vid de internationella militära skidtävlingarna i Oslo 1930 var han ledare för den svenska truppen. Samma år fick han ett stipendium som resulterade i tjänst vid Tammerfors regemente i Finland under vintern 1930–1931. Han utbildade sig vid Krigshögskolan 1932–1934, gick en kurs i arméspaning vid flygvapnet 1936, utnämndes till kapten i Generalstabskåren 1937, var lärare i arméorganisation vid Krigshögskolan och fram till 1941 chef för Värnpliktsdetaljen vid Arméstaben. Därpå var han militär sekreterare i Rullföringsnämnden. Vid den här tiden lades systemet för värnpliktsredovisningen om och för att fördjupa erfarenheterna fick Hallström i uppdrag att studera värnpliktsväsendet i Tyskland, Danmark och Ungern.
Hallström befordrades till major 1942 och var chef för skidlöparbataljonen vid Norrbottens regemente 1942–1944. Han överfördes till Generalstabskåren 1944 och var stabschef vid staben i VI. militärområdet 1944–1948, befordrad till överstelöjtnant 1946. Därefter var han utbildningschef vid Bohusläns regemente 1948–1949 och tillförordnad chef för Centrala värnpliktsbyrån 1949–1951. År 1951 befordrades han till överste, varpå han var chef för Norrbottens regemente 1951–1958. Han befordrades till överste av första graden 1958 och var ställföreträdande befälhavare för II. militärområdet 1958–1964. Hallström var chef (med generalmajors grad) för svenska delegationen i Neutrala nationernas övervakningskommission under 1964 och inträdde samma år i reserven. Åren 1964–1974 var han verksam vid Militärpsykologiska institutet, där han forskade i frågor som rörde psykologi och soldaters uppträdande i krig. Han författade för institutet ett antal skrifter om psykologi i stridssituationer, till exempel Soldatpanikens problem och Fångförhörsresistens.
Arne Hallström invaldes 1973 som ledamot av Kungliga Krigsvetenskapsakademien. Han är begravd på Adelsö kyrkogård.

## Utmärkelser
- Riddare av Vasaorden, 1942.[8]
- Riddare av första klass av Svärdsorden, 1943.[9]
- Riddare av Nordstjärneorden, 1948.[10]
- Kommendör av Svärdsorden, 23 november 1955.[11]
- Kommendör av första klass av Svärdsorden, 6 juni 1958.[12]